# 親指さがし
『親指さがし』（おやゆびさがし）は、山田悠介のホラー小説。映画化と漫画化がされている。

## “親指さがし”の遊び方
ある別荘で女性がバラバラにされ殺害されたが、そのバラバラになった遺体の左手の親指だけが何処にも見当たらなかった。その左手の親指を探してあげるというゲームである。
1. まず、輪になって地面に座り、右隣の人の左手の親指を自分の右手で握る。そうしないと、目が覚めた時に親指が切られてしまう。
2. 目を瞑り、自分自身が別荘で殺害され、バラバラにされたと想像する。
3. 目を開けると見覚えのない部屋へ辿り着く。そこが親指さがしの部屋である。
4. 別荘に着いたら蝋燭が1本あり、それを吹き消せば元の世界に戻れる。
5. 探している最中に後ろからポンポンと2回肩を叩かれることがあるが、その時は絶対に振り向いてはいけない。振り向いたら2度と生きて帰って来ることは出来ず、そのまま死んでしまう。

因みに、その親指を見つけてあげると幸運な出来事が起きるという。

## 登場人物
沢武
この話の主人公。
由美の一番仲がいい友達。由美が恋心を抱いている相手。
田所由美
武達が親指さがしをやり始めるきっかけとなった人物。
その後、親指さがしによって行方不明になってしまう。
吉田信久
親指さがしの第一被害者。
バイト帰りに何者かに殺害される。スズと同じく遺体はバラバラにされており、左手の親指だけが見当たらない。
五十嵐智彦
親指さがしの第二被害者。
レンタルビデオ店にビデオを返しに行った帰りに殺害される。遺体は信久と同じくバラバラにされ、左手の親指だけが見当たらない。
高田知恵
武達の中で一番気が小さい。
信久と智彦が殺害されたあと、由美らしき人から電話がかかってくる。
田中明日香
11年前に友人4人を殺害し、逮捕された人物。以前、由美と同じく行方不明だったという。
実は箕輪スズの事件を元に面白半分に「都市伝説」を作ってスズの怒りを買い、憑依されて友人を殺させられた。
箕輪スズ
親指さがしの話の元となった20年前の事件の被害者。変質者によって殺害され、バラバラにされた。
事件当時は、彼女が20歳になる年。

## 刊行情報
- 山田悠介『親指さがし』幻冬舎 単行本、2003年9月22日発売、ISBN 4344003950
- 山田悠介『親指さがし』幻冬舎〈幻冬舎文庫〉、2005年10月6日発売、ISBN 4344407172
- 山田悠介『親指さがし』幻冬舎 電子書籍、2011年4月8日発売

## 漫画
原作の通りに日本国中でバラバラ事件が起きている。原作で最初に殺された信久は存在を抹消された。オリジナルキャラクターとして智彦の妹・亜子が設定されて「親指さがし」に参加し、武が好きでこっそり屋根伝いに押しかけようとしてスズに憑依された由美に殺された。知恵、亜子、智彦の順に殺された。最後はスズの支配から由美を救うために武が彼女を屋上から突き落とし、パトカーの中で埼玉県で新たなバラバラ殺人のニュースを聞いた直後に車内に侵入したスズにより武が足元から襲われるシーンで終わる。

### 単行本
原作：山田悠介 / 作画：綾村切人『親指さがし』 幻冬舎コミックス〈バーズコミックス スペシャル〉
- 2005年1月24日 第1刷発行 ISBN 4-344-80511-9

## 映画
2006年8月26日に公開された。三宅健の単独初主演映画。田中明日香は登場せず、草壁綾がオリジナルキャラクターとして設定された。サキ（原作のスズ）の呪いではなく、心の闇が原因で起きる殺人事件になっている。

### キャスト
- 沢武：三宅健（V6）、野澤祐樹（幼少時代/ジャニーズJr.）
  - 由美子を守れなかった自責の念から殺人鬼の人格が生じてしまい、再会した幼馴染を次々と殺害してしまう。その「心の闇」は階段から突き落とされたという思い込みで右肩に手形のアザを残す程だった。由美子の遺体が見つかったことで正気に戻り、自身が友人を殺したことを認識して窓から投身自殺した。
- 高田知恵：伊藤歩
  - 「親指さがし」の前に由美から換気口の扉の中に隠れると聞かされたものの由美が行方不明になった後、そのことを言い出せなかった。箕輪サキの父親がホテルではなく自宅でサキを殺して自殺したことを独自に突き止め、山田老人により「呪いと呼ぶものは心の闇」だと諭され、武の嘘を見破った。
- 五十嵐智彦：松山ケンイチ、桑田尚典（幼少時代）
  - 知恵を守ろうとして武に親指を切られるが、悪夢のような惨劇に後追い自殺をしかけた知恵を必死に引きとめた。
- 草壁綾：永井流奈
  - 由美子が殺人を重ねていると思い込み、彼女から奪ったたまごっちを隠した木の根元から掘り出すが、その直後に殺される。原作・漫画には登場しない、映画だけのオリジナルキャラクター。
- 吉田信久：尾上寛之、石崎直（幼少時代）
  - 通称・ノブ。同窓会で武に「親指さがし」をもう一度一緒にやってくれと頼まれたことに腹を立てて武を殴り、昔のことは忘れるように迫る。同窓会が終わってすぐ公園で殺される。
- 田所由美子：小野明日香
  - 「親指さがし」をやろうと言って武に見つけて貰って絆を深めようと内緒で隠れるが、隠れ場所の換気口が古くて転落し死亡してしまう。武に追いつめられた知恵によりダクトの中から発見されるが、既に炭化しており、外気に触れたことにより武の腕の中で炭化した肉体は崩れた。
- 箕輪サキ：小幡紗弥
  - 母親の療養のため天神村の屋敷に住んでいたが、母親が死んでから指をしゃぶるようになり、親指は父親に切り落とされた。親指が無くなったことで村の子供たちにからかわれた。事業に失敗した父親により屋敷の2階で殺され、父親も自殺した。
- 山田老人：品川徹
  - 知恵らが「サキの呪い」と呼ぶものはサキが父親に殺される前、父親の虐待と子供らのいじめを見て見ぬふりをした自分達の罪悪感という「心の闇」を直視できない人間の弱さが作り出した幻だと諭す。
- 山田和正：春海四方、小関裕太（幼少時代）
  - 仲間と一緒にサキをいじめていたため、彼女の親指を見つければ顔の傷が消えると思って探したが、サキの屋敷で箕輪親子の死体を発見して以来、精神を病んでしまう。
- 秋葉刑事：佐野史郎
  - 信久を初めとした連続殺人事件を捜査する刑事。武らが幼い頃にやって由美子が行方不明になった事件の担当でもあり、今回の殺人事件は関係があると考える。捜査の結果、都市伝説の発信をネットカフェで繰り返した犯人が武だと気づく。
- 上野刑事：斎藤歩
  - 秋葉の部下。
- 田所恵美：手塚理美
  - 行方不明になった由美子の母親。
- 伊藤正之
- 谷本一
- 国枝量平
- 鈴木リョウジ
- 大谷俊平
- 望月章男
- 長屋猛
- 大坪あきほ
- 塚田真依

### スタッフ
- 監督：熊澤尚人
- 脚本：熊澤尚人、まなべゆきこ、高橋泉
- 音楽：安川午朗
- 撮影：斉藤幸一
- ビデオエンジニア：さとうまなぶ
- 照明：豊見山明長
- 録音：深田晃
- 美術：松本知恵
- 編集：宮島竜治
- 主題歌：フィリッパ・ジョルダーノ
- エグゼクティブプロデューサー - 三木裕明、千葉龍平、尾越浩文、藤島ジュリーK.、古屋文明、渡辺純一、神野智、沼田宏樹
- プロデューサー - 長松谷太郎、原公男
- 共同プロデューサー - 柳﨑芳夫、原藤一輝
- ラインプロデューサー - 藤原恵美子
- 製作：映画「親指さがし」製作委員会（IMJエンタテインメント、エイベックス・エンタテインメント、ポニーキャニオン、ジェイ・ストーム、日本出版販売、スカパー・ウェルシンク、ツインズジャパン、ザナドゥー）
- 製作プロダクション：IMJエンタテインメント、ツインズジャパン
- 配給：ザナドゥー
- 上映時間：96分

### 関連商品
書籍
- 『映画「親指さがし」オフィシャル・ビジュアルブック』学研プラス、2006年8月3日発売、ISBN 978-4-05-403163-0

DVD
- 『親指さがし スペシャル・エディション』エイベックス・トラックス、2007年1月24日発売、AVBF-26090/1
- 『親指さがし スタンダード・エディション』エイベックス・トラックス、2007年1月24日発売、AVBF-26092

## 朗読劇
「リーディングホラー『親指さがし』」として、2024年7月6日・7日にシアター1010を会場に朗読劇が公演された 。

### キャスト（朗読劇）
7月6日公演
- 沢武 - 梅津瑞樹
- 田所由美 - 伊瀬茉莉也
- 五十嵐智彦 - 高尾楓弥（BUDDiiS）
- 高田知恵 - 前田佳織里
- 吉田信久 - 村上純（しずる）

7月7日公演
- 沢武 - 高橋健介
- 田所由美 - 古賀葵
- 五十嵐智彦 - 八木将康
- 高田知恵 - 礒部花凜
- 吉田信久 - KAƵMA（しずる）

### スタッフ（朗読劇）
- 脚本・演出：小野真一